# Avcılar
Avcılar é um distrito da província de Istambul, na Turquia, situado na parte europeia (a oeste do estreito do Bósforo) da área metropolitana de Istambul. Em 2009 tinha uma população de 348 635 habitantes.